# Innokentij Fjodorovič Anněnskij
Innokentij Fjodorovič Anněnskij (rusky Иннокентий Фёдорович Анненский; 1. září greg. / 20. srpen jul. 1855, Omsk – 13. prosinec greg. / 30. listopad jul. 1909, Petrohrad) ruský symbolistický básník, překladatel a kritik.

## Život
Narodil se v Omsku, kde jeho rodiče přechodně pobývali. Po návratu do Petrohradu záhy osiřel a dětství prožil v rodině svého mnohem staršího bratra Nikolaje Fjodoroviče Anněnského, známého národnického publicisty, a jeho ženy A. N. Anněnské, populární spisovatelky dětských knih. V roce 1879 absolvoval historicko-filologickou fakultu petrohradské univerzity disertační prací ze srovnávací jazykovědy. Téhož roku se oženil a začal působit jako středoškolský profesor klasické filologie, ruského jazyka a teorie literatury. V roce 1890 se stal ředitelem soukromé střední školy v Kyjevě. Po třech letech musel místo opustit pro „přílišnou svobodomyslnost“. Vrátil se krátce do Petrohradu jako ředitel 8. gymnázia a v letech 1896 - 1906 byl ředitelem gymnázia v Carském Sele. Zde ovlivnil řadu studentů: např. Annu Andrejevnu Achmatovovou, jejího pozdějšího manžela Nikolaje Stěpanoviče Gumiljova a Osipa E. Mandelštama. V roce 1906 byl sesazen a přeřazen na administrativní funkci inspektora petrohradského školního obvodu. Důvodem byla jeho ochrana několika studentů, kteří se zúčastnili první ruské revoluce. Od roku 1908 přednášel staré řecké dějiny na petrohradském dívčím institutu. Žádal o uvolnění ze státní služby a jeho žádost byla po průtazích vyřízena 13. prosince 1909, přesně v den, kdy cestou na schůzku Společnosti klasických filologů zemřel na srdeční mrtvici. V nekrologu stálo: „Innokentij Anněnskij, dlouholetý ředitel gymnázia v Carském Selu, který se ve volných chvílích zabýval poezií“.

## Dílo

### Dramata
- 1901 Melanippa filozofka (Меланиппа-философ)
- 1903 Král Ixión (Царь Иксион)
- 1906 Laodamie (Лаодамия)
- 1913 Hudec Thamiras (Фамира-кифарэд)

### Literární stati
- 1906 Kniha odlesků (Книга отражений)
- 1909 Druhá kniha odlesků (Вторая книга отражений)

### Básně
- 1904 Tiché písně (Тихие песни)
- 1910 Cypřišová truhlička (Кипарисовый ларец)
- 1923 Posmrtné básně Innokentije Anněnského

### Překlady
- Eurípidés – komplet dramat
- Johann Wolfgang von Goethe
- Heinrich Heine
- Henry Wadsworth Longfellow
- Wilhelm Müller
- Leconte de Lisle
- Sully Prudhomme
- Charles Baudelaire
- Paul Verlaine
- Stéphane Mallarmé
- Tristan Corbière

### Česky vyšlo
- Innokentij Anněnskij: V bezesných nocích (výbor), přeložil Václav Daněk, Světová četba sv. 492, Odeon 1978;

## Jiné
Je po něm pojmenována planetka: (3724) Annenskij